# ماري (حاصبيا)
ماري (ومعها: المجيدية) هي قرية لبنانية، تقع في قضاء حاصبيا في محافظة النبطية. وهي ضمن «اتحاد قرى العرقوب».

## جغرافيتها
ترتفع قرية الماري عن سطح البحر 450 م، وتبعد عن العاصمة بيروت 114 كلم (عن طريق مرجعيون). وهي آخر قرى وادي التيم جنوبًا على مقربة من مجرى نهر الحاصباني. وفيها بضعة ينابيع.

### زراعاتها
أبرز زراعاتها: زيتون وتين وعنب وحنطة وبصل…، فضلا عن الإنتاج الحيواني من حليب وألبان وبيض ومختلف أنواع الطيور الداجنة.

## عائلاتها
يبلغ عدد أهالي الماري نحو 852 نسمة (2014م)، منهم 184 ناخبًا غالبيتهم من الدروز، وأبرز عائلاتها:
- موحدون دروز: أبو حمد، أبو داود، أبو العلا، أبو كمر، البطحيش، الحاصباني، حمّود، ذياب، زرقطة، زيّود، سارة، سمّور، الشرقاوي، شمس، عثمان، العنز، فيّاض، القدسي، قيس، ماجد، يوسف.

- مسيحيون: إبراهيم، حنّا، الخوري، سعادة، شاتيلا، صافي، عسّاف.

## أصل الاسم
يرجح أن أصل الاسم (MRI) كلمة آرامية ـ سريانية تعني سادات وأحبار ومقدّمين. وجدت في أراضيها بقايا آثار قديمة متعدّدة العهود. أما المجيديّة فكان اسمها الخروجيّة نسبة إلى شجر معروف، وبعد ما تملكها الأمير مجيد إرسلان نسبت إليها فعرفت بالمجيديّة.

### معالم
كنيسة أثريّة ذات طراز صليبي، ومجالس درزيّة، وهناك بضعة حوانيت ومشاغل حرفيّة.